# Кебили (вилайет)
Кеби́ли (араб. ولاية قبلي‎) — вилайет в Тунисе.
Административный центр — город Кебили.
Площадь — 22 084 км², население — 146 500 человек (2007 год).

## География
На северо-западе Кебили граничит с вилайетом Таузар, на севере — с вилайетом Гафса, на востоке — с вилайетами Габес и Меденин, на юге — с вилайетом Татавин, на западе — с Алжиром.
На северо-западе вилайета находится пересыхающее озеро Шотт-эль-Джерид.

## Климат
7 июля 1931 года в Кебили был зарегистрирован абсолютный максимум температуры для Африки +55 °C.

## Административное деление
Вилайет Кебили делится на 6 округов:
- Северный Дуз (Douz Nord)
- Южный Дуз (Douz Sud)
- Эль-Фавар (Faouar)
- Северный Кебили (Kébili Nord)
- Южный Кебили (Kébili Sud)
- Сук-Лахад (Souk Lahad)